# Tetrastigma amboinense
Tetrastigma amboinense är en vinväxtart som först beskrevs av Friedrich Anton Wilhelm Miquel, och fick sitt nu gällande namn av Jules Émile Planchon. Tetrastigma amboinense ingår i släktet Tetrastigma och familjen vinväxter. Inga underarter finns listade i Catalogue of Life.